# Shoji Ikitsu
Shoji Ikitsu (生津 将司 Ikitsu Shoji?), född 20 maj 1977 i Fukuoka prefektur, är en japansk före detta fotbollsspelare.
Ikitsu började sin karriär 1996 i Avispa Fukuoka. 1999 flyttade han till Sagan Tosu. Efter Sagan Tosu spelade han för New Wave Kitakyushu. Han avslutade karriären 2001.